# Lil Dagover
Lil Dagover (30 de septiembre de 1887 - 24 de enero de 1980) fue una actriz de teatro, cine y televisión alemana cuya carrera abarcó casi seis décadas.

## Primeros años
Lil Dagover (nombre verdadero Marie Antonia Siegelinde Martha Seubert), nació en Madiun, Java, Indias Orientales Neerlandesas (ahora Indonesia) el 30 de septiembre de 1887, hija de padres neerlandeses. En 1897, a la edad de diez años, sus padres enviaron a Seubert de vuelta a Europa para continuar su educación en una escuela en Baden-Baden, Weimar y Ginebra, Suiza. Al terminar su educación intentó labrarse una carrera como actriz en el teatro. En 1917 se casó con el actor Fritz Daghofer, veinticinco años mayor que ella. La pareja tuvo una hija, Eva Marie, nacida en 1919; el mismo año en que ambos se divorciarían. Seubert comenzó a utilizar una variante del apellido de su exmarido como nombre artístico, cambiando 'Daghofer' por 'Dagover'.

## Carrera como actriz en la República de Weimar
Su debut en el cine mudo se produjo en 1913 a manos del director Louis Held. Durante su breve matrimonio con Fritz Daghofer, conoció a notorios directores del cine alemán, entre ellos Robert Wiene y Fritz Lang. Lang y Dagover trabajarían juntos en la película Harakiri una drama exótico que sería su primer éxito cinematográfico, en el papel de 'O-Take-San'. Lang dirigió a Dagover en tres películas más: la primera parte de Die Spinnen (Las arañas), en 1919,  Der müde Tod en 1921 y Dr. Mabuse, der Spieler-Ein Bild der Zeit en 1922. Al año siguiente rodaría la película El gabinete del doctor Caligari; un clásico del cine expresionista alemán de horror, dirigida por Robert Wiene y con guion de Carl Mayer y Hans Janowitz donde compartía protagonismo con los actores Werner Krauss y Conrad Veidt. 
Con esta película, Dagover crearía un sello que la encasillaría en posteriores películas en el papel de heroína trágica.
A comienzos de los años veinte, Dagover era una de las actrices más populares y reconocidas de la República de Weimar, apareciendo en películas de directores prominentes como F.W. Murnau (director del clásico Nosferatu, eine Symphonie des Grauens), Lothar Mendes y Carl Froelich. En 1925 debutó en el teatro bajo la dirección de Max Reinhardt. Durante los años siguientes actuaría en el Teatro Alemán de Berlín y también el Festival de Salzburgo. En 1926 se casó con el productor cinematográfico Georg Witt, quien produciría muchos de los futuros films de Dagover. El matrimonio duraría esta vez hasta la muerte de Witt, en 1972.
La carrera de Lil Dagover en el cine alemán durante los años veinte fue muy prolífica, con más de cuarenta películas y acompañada de actores como Emil Jannings, Nils Olaf Chrisander, Aud Egede-Nissen, Lya De Putti, Alfred Abel y Xenia Desni. También trabajo en Suecia bajo las órdenes de los directores Olof Molander y Gustaf Molander y apareció en varios filmes franceses; su última película en la década de los veinte sería la francesa El conde de Montecristo, de 1929, dirigida por Henri Fescourt y basada en una adaptación de la célebre novela de Alejandro Dumas junto a Jean Angelo y Marie Glory.

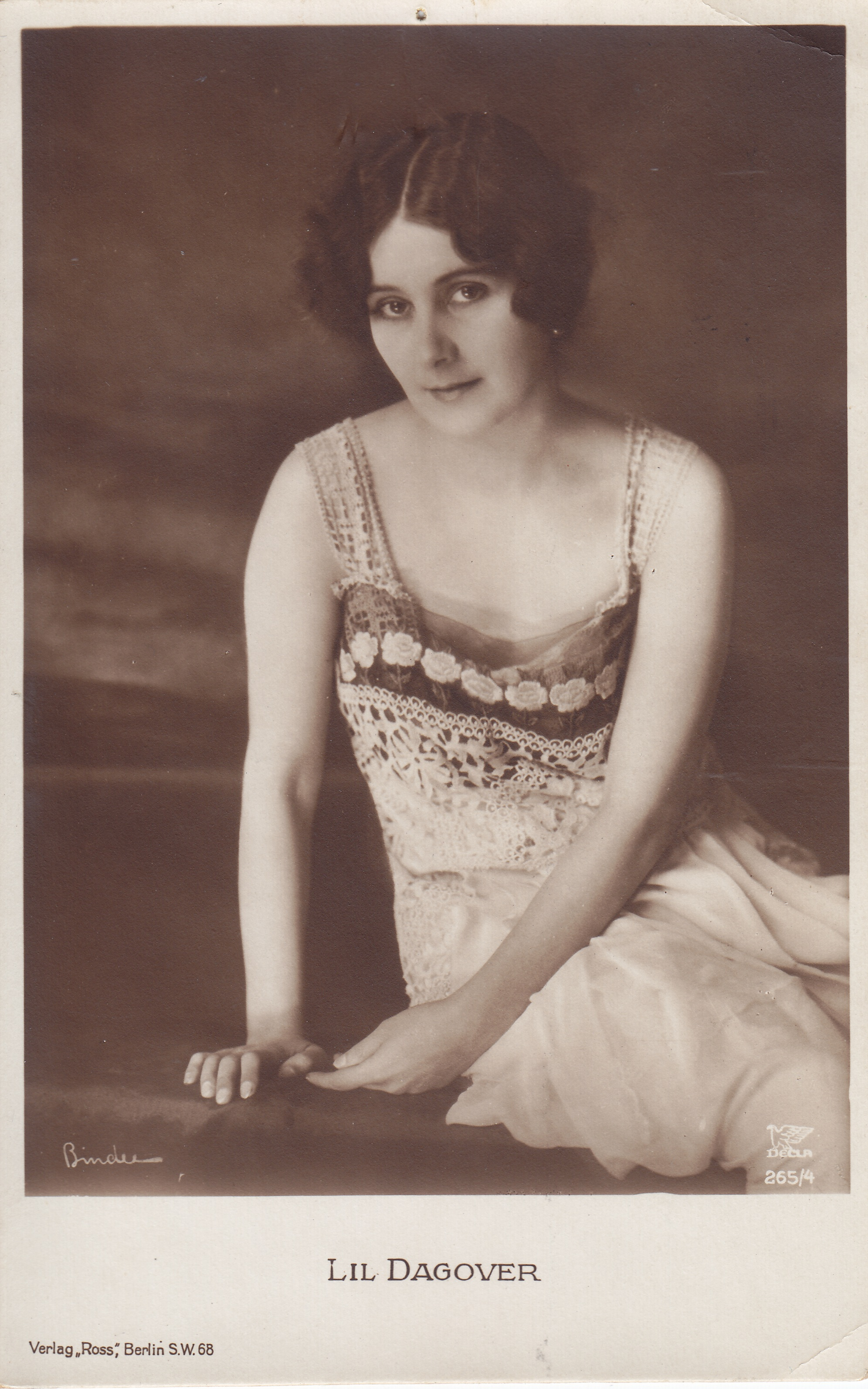
Fotografía de Alexander Binder
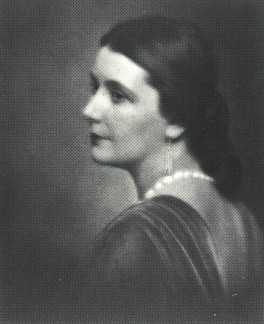
Lil Dagover en 1925, fotogfrafía de Nicola Perscheid
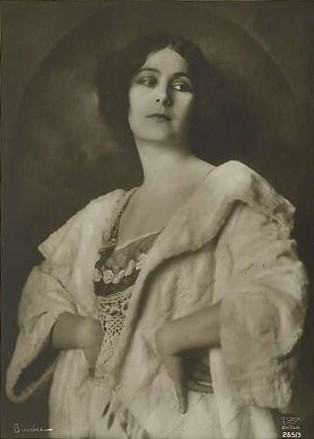
Lil Dagover en 1918, fotografía de Alexander Binder

## Cine sonoro y el Tercer Reich
La llegada del cine sonoro supondría para Dagover, al igual que muchos otros actores, un inconveniente que la relegaría exclusivamente al cine alemán, dejando de hacer películas en otros países europeos por no hablar los correspondientes idiomas. Tan sólo haría una excepción con una película norteamericana, La mujer de Monte Carlo, dirigida por Michael Curtiz en 1932, junto al actor Walter Huston.
Tras su regreso a Alemania en 1933 y en pleno auge del Tercer Reich, la actriz evitó involucrarse en política y apareció sobre todo en musicales y comedias durante la II Guerra Mundial. En 1937, sin embargo, recibió un premio por su contribución al cine del Estado alemán, y en 1944 se le galardonó con la Cruz de Méritos de Guerra por entretener a las tropas de Wehrmacht en 1943 y a las tropas que ocuparon las Islas del Canal de Jersey en 1944.
Aunque sus películas en este período fueron bastante apolíticas, es sabido que fue una de las actrices favoritas de Adolfo Hitler e incluso fue una invitada de honor en varias cenas de gala presididas por Hitler.

## Últimos años
Tras la caída de la Alemania Nazi, Lil Dagover continuó apareciendo en películas de Alemania Occidental. En 1948, apareció en el drama Antinazi Die Söhne des Herrn Gaspary (Los hijos del señor Gaspary). Sus filmes más populares tras la II Guerra Mundial son el melodrama Bekenntnisse des Hochstaplers Felix Krull (Las confesiones de Felix Krull) de Kurt Hoffmann en 1957 y la adaptación cinematográfica de la novela Buddenbrooks, de Thomas Mann, dirigida por Alfred Weidermann en 1959.
En 1960, Dagover empezó a aparecer en numerosos papeles de la televisión alemana occidental, además de seguir trabajando en el cine. En 1973, actuó en la película Der Fußgänger (El transeúnte), que ganó un Globo de Oro a la mejor película de habla extranjera en 1974. La película está dirigida por el actor y director austríaco Maximilian Schell, y en ella Dagover compartía cartel con Peggy Ashcroft, Käthe Haack, Elisabeth Bergner y Françoise Rosay.
La última película de Lil Dagover fue de nuevo dirigida por Maximillian Schell, en 1976. Se trataba del drama Der Richter und sein Henker (El final del juego), con los actores Martin Ritt, Donald Sutherland, Jacqueline Bisset y Jon Voight completando el reparto.

## Muerte y legado
En 1962, Lil Dagover fue galardonada con el Bundesfilmpreis. En 1964 recibió el Premio Bambi anual de televisión y prensa, y la Cruz de Mérito de la República Federal Alemana en 1967.
En 1979, Dagover publicó su autobiografía, titulada Ich war die Dame (Yo era la dama).
Lil Dagover murió el 24 de enero de 1980 a la edad de 92 años, en Múnich, Alemania, y fue enterrada en el cementerio Waldfriedhof Grünwald de la misma ciudad.

## Filmografía
- 1916 Die Retterin (La salvadora)(dir. Christa Christensen)

- 1916 Das Rätsel der Stahlkammer (El enigma de la habitación de acero)(dir. Max Mack)

- 1918 Das Lied der Mutter (dir. Alwin Neuss)

- 1918 Der Volontär (dir. Alwin Neuss)

- 1919 Die Maske (dir. E.A. Dupont)

- 1919 Der Tänzer, part 1 (dir. Carl Froelich)

- 1919 Phantome des Lebens (dir. Josef Coenen)

- 1919 Die Spinnen, part 1: Der goldene See (dir. Fritz Lang, as Naela, the sun priestess)

- 1919 Harakiri (dir. Fritz Lang)

- 1920 Das Cabinet des Dr. Caligari (dir. Robert Wiene, as Jane)

- 1920 Spiritismus (dir. Friedrich Zelnik)

- 1920 Die Frau im Himmel (dir. Johannes Guter)

- 1920 Das Blut der Ahnen (dir. Karl Gerhardt)

- 1920 Die Toteninsel (dir. Carl Froelich)

- 1920 Die Jagd nach dem Tode, part 1: Die Jagd nach dem Tode (dir. Karl Gerhardt)

- 1920 Die Jagd nach dem Tode, part 2: Die verbotene Stadt (dir. Karl Gerhardt)

- 1920 Der Richter von Zalamea (The Judge of Zalamea, dir. Ludwig Berger, as Jsabel)

- 1920 Die Kwannon von Okadera (dir. Carl Froelich)

- 1920 Das Geheimnis von Bombay (dir. Artur Holz)

- 1921 Das Medium (dir. Hermann Rosenfeld)

- 1921 Der müde Tod (dir. Fritz Lang)

- 1921 Der Mord in der Greenstreet (dir. Johannes Guter)

- 1922 Luise Millerin (dir. Carl Froelich)

- 1922 Die Macht der Versuchung (dir. Paul Ludwig Stern)

- 1922 Tiefland (dir. A.E. Licho)

- 1922 Phantom (dir. F.W. Murnau, as Marie)

- 1923 Die Prinzessin Suwarin (dir. Johannes Guter)

- 1923 Seine Frau, die Unbekannte (dir. Benjamin Christensen)

- 1924 Komödie des Herzens (dir. Rochus Gliese)

- 1925 Zur Chronik von Grieshuus (dir. Arthur von Gerlach)

- 1925 Der Demütige und die Sängerin (dir. E.A. Dupont)

- 1925 Tartüff aka Herr Tartüff (dir. F.W. Murnau, as Elmire)

- 1925 Liebe macht blind (dir. Lothar Mendes)

- 1926 Die Brüder Schellenberg (dir. Karl Grune)

- 1926 Der Veilchenfresser (dir. Friedrich Zelnik)

- 1926 Nur eine Tänzerin aka Bara en danserska (dir. Olof Morel)

- 1926 Hans engelska fru (dir. Gustav Molander)

- 1927 Orientexpreß (dir. Wilhelm Thiele)

- 1927 Der Anwalt des Herzens (dir. Wilhelm Thiele)

- 1928 Le tourbillon de Paris (dir. Julien Duvivier

- 1928 Monte-Christo (2 parts, dir. Henry Fescourt)

- 1928 La grande passion (dir. André Hugon)

- 1928 Ungarische Rhapsodie (dir. Hanns Schwarz)

- 1928 Der geheime Kurier (dir. Gennaro Righelli)

- 1929 Die Ehe (dir. Eberhard Frowein)

- 1929 Es flüstert die Nacht (dir. Victor Janson)

- 1929 Der Günstling von Schönbrunn (dir. Erich Waschneck)

- 1929 Spielereien einer Kaiserin (dir. Wladimir Strijewski)

- 1930 Der weiße Teufel (dir. Alexander Wolkoff)

- 1930 Es gibt eine Frau, die dich niemals vergißt (dir. Leo Mittler)

- 1930 Die große Sehnsucht (dir. Stefan Szekely)

- 1930 Va Banque (dir. Erich Waschneck)

- 1930 Das alte Lied (dir. Erich Waschneck)

- 1930 Boykott (dir. Robert Land)

- 1931 Der Fall des Generalstabsoberst Redl (dir. Karl Anton)

- 1931 Elisabeth von Österreich (dir. Adolf Trotz)

- 1931 Der Kongreß tanzt aka Le congrès s'amuse aka Congress dances (three language versions, dir. Erik Charell)

- 1931 The Woman from Monte Carlo (dir. Michael Curtiz)

- 1932 Das Schicksal einer schönen Frau aka Madame Blaubart (dir. Konrad Wiene)

- 1932 Die Tänzerin von Sanssouci aka Barberina (dir. Friedrich Zelnik)

- 1932 Das Abenteuer einer schönen Frau aka Das Abenteuer der Thea Roland (dir. Hermann Kosterlitz)

- 1933 Johannisnacht (dir. Willy Reiber)

- 1934 Der Flüchtling aus Chicago (dir. Johannes Meyer)

- 1934 Eine Frau, die weiß, was sie will (dir. Victor Janson)

- 1934 Ich heirate meine Frau (dir. Johannes Riemann)

- 1935 Der Vogelhändler (dir. E.W. Emo)

- 1935 Lady Windermeres Fächer (dir. Heinz Hilpert)

- 1935 Der höhere Befehl (dir. Gerhard Lamprecht)

- 1935 August der Starke (dir. Paul Wegener)

- 1936 Schlußakkord (dir. Detlef Sierck)

- 1936 Das Schönheitsfleckchen (dirs. Rolf Hansen, Carl Froelich)

- 1936 Das Mädchen Irene (dir. Reinhold Schünzel)

- 1936 Fridericus (dir. Johannes Meyer)

- 1937 Die Kreutzersonate (dir. Veit Harlan)

- 1937 Streit um den Knaben Jo (dir. Erich Waschneck

- 1938 Rätsel um Beate (dir. Johannes Meyer)

- 1938 Dreiklang (dir. Hans Hinrich)

- 1938 Maja zwischen zwei Ehen (dir. Fritz Kirchhoff)

- 1939 Umwege zum Glück (dir. Fritz Peter Buch)

- 1940 Friedrich Schiller (dir. Herbert Maisch)

- 1940 Bismarck (dir. Wolfgang Liebeneiner)

- 1942 Kleine Residenz (dir. Hans H. Zerlett)

- 1942 Wien 1910 (dir. E.W. Emo)

- 1944 Musik in Salzburg (dir. Herbert Maisch)

- 1948 Die Söhne des Herrn Gaspary (dir. Rolf Meyer)

- 1949 Man spielt nicht mit der Liebe (dir. Hans Deppe)

- 1950 Es kommt ein Tag (dir. Rudolf Jugert)

- 1950 Vom Teufel gejagt (dir. Viktor Tourjansky)

- 1953 Die Jungfrau mit der Peitsche aka Das Geheimnis vom Bergsee aka Das Mädchen mit der Peitsche (dir. Felix Beaujon)

- 1953 Rote Rosen, rote Lippen, roter Wein (dir. Paul Martin)

- 1953 Königliche Hochzeit (dir. Harald Braun)

- 1954 Schloß Hubertus (dir. Helmut Weiß)

- 1955 Ich weiß, wofür ich lebe (dir. Paul Verhoeven)

- 1955 Der Fischer vom Heiligensee (dir. Hans Heinz König)

- 1955 Rosen im Herbst (dir. Rudolf Jugert)

- 1955 Die Barrings (dir. Rolf Thiele)

- 1956 Kronprinz Rudolfs letzte Liebe (dir. Rudolf Jugert)

- 1956 Verwegene Musikanten aka Meine 16 Söhne (dir. Hans Domnick)

1957 Unter Palmen am blauen Meer aka Vacance a Portofino (dir. Hans Deppe)
- 1958 Bäume sterben aufrecht (made for TV, dir. Peter Hamel)

- 1959 Buddenbrooks (2 parts, dir. Alfred Weidenmann)

- 1960 Eine etwas sonderbare Dame (made for TV, dir. Klaus Wagner)

- 1960 Ich fand Julia Harrington (made for TV, dir. William Dieterle)

- 1961 Der Mann von draußen (made for TV, dir. Wilm ten Haaf)

- 1961 Die seltsame Gräfin (dir. Josef von Baky)

- 1964 Bis ans Ende (made for TV, dir. Wilm ten Haaf)

- 1966 Erinnerungen eines Flügels, ep. 4: Der Maestro (TV series, dir. Günter Gräwert)

- 1967 Siedlung Arkadien (made for TV, dir. Hans-Dieter Schwarze)

- 1967 Lösegeld für Mylady (made for TV, dir. Georg Wildhagen)

- 1968 Unwiederbringlich (made for TV, dir. Falk Harnack)

- 1969 Bitte recht freundlich, es wird geschossen (made for TV, dir. Rolf von Sydow)

- 1969 Das Interview (made for TV, dir. Hans Krendlesburger)

- 1969 Hotel Royal (made for TV, dir. Wolfgang Becker)

- 1973 Der Fußgänger (dir. Maximilian Schell)

- 1974 Karl May (dir. hans Jürgen Syberberg)

- 1975 Tatort, ep. 50: Wodka-Bitter-Lemon (TV series, dir. Franz Peter Wirth)

- 1976 Der Richter und sein Henker (dir. Maximilian Schell)

- 1977 Die Teufelsbraut (made for TV, dir. Hans Dieter Schwarze)

- 1977 Die Standarte (dir. Ottokar Runze)

- 1979 Geschichten aus dem Wienerwald (dir. Maximilian Schell)

## Libros
- Dagover, Lil. Ich war die Dame. Schneekluth, 1979. ISBN 3-7951-0535-8

- Datos: Q66115
- Multimedia: Lil Dagover / Q66115